# داک ریورز
گلن آنتون داک ریورز (به انگلیسی: Glenn Anton "Doc" Rivers) متولد ۱۳ اکتبر ۱۹۶۱، بازیکن سابق ان بی ای و مربی کنونی تیم بسکتبال سونتی سیکزرز است.
در دوران بازیگری در پست پوینت گارد بازی میکرد. او در سال ۲۰۰۴ میلادی به عنوان شانزدهمین مربی در تاریخ بوستون سلتیکس در این تیم مشغول به کار شد. همچنین در سال ۲۰۰۸ میلادی موفق شد به همراه تیم بوستون سلتیکس به مقام قهرمانی ان بی ای دست پیدا کند.